# Амит
Амит (също Аммут или Аммат) е страховит и опасен женски демон от древноегипетската митология, представляващ хибрид от лъв, крокодил и хипопотам. Тя е известна с това, че пази Везните на правосъдието в Яру (египетското отвъдно) и поглъща сърцата на мъртвите, които според присъдата не са водили достоен и праведен живот. Мъртъвците често са погребвани с фигурки на скарабеи, понеже Амит се страхува от златните бръмбари. Наричана е още „Пазителят на везните“, „Поглъщачът“ и „Величието на смъртта“.